# Låtsas som att det regnar
Låtsas som att det regnar (Turning A Blind eye)  är en svensk kortfilm från 2024 i regi av Fernando Illezca.
Filmen fokuserar på ungas psykiska ohälsa i kölvattnet av dödsskjutningar och syftar till att belysa de känslomässiga och mentala påfrestningar som unga människor upplever i svenska miljöer som präglas av våld och dödsskjutningar. Filmen utforskar hur unga människor hanterar sorg, trauma och osäkerhet, ofta genom att försöka upprätthålla en fasad av normalitet. Titeln är ett svenskt idiom som betyder att man beter sig som om ingenting har hänt. Detta uttryck fångar filmens tema, där samhället och dess karaktärer antyds försöka upprätthålla en fasad av normalitet trots inre turbulens.[källa behövs]
Filmen har fått internationellt erkännande och blev semifinalist vid Cannes Indie Shorts Awards. Den har även visats i Danmark och på filmfestivaler i Stockholm.

## Handling
Låtsas som att det regnar (2024) handlar om Aida och hennes värld som vänds upp och ner när hennes bror Omar försvinner på sin 16-årsdag. Hon kan inte hitta några spår av honom och vuxenvärlden är oförmögen att ge henne svar. Sökandet efter hennes bror utmanar Aidas uppfattningar om verkligheten och tvingar henne att konfrontera sanningen som lurar under ytan. Kommer Aida att lyckas avslöja sanningen bakom sin brors försvinnande?